# Lajos Varga
Lajos Varga (ur. 5 grudnia 1950 w Budapeszcie) – węgierski duchowny katolicki, biskup pomocniczy diecezji Vác od 2006.

## Życiorys

### Prezbiterat
Święcenia kapłańskie otrzymał 23 czerwca 1974 i został inkardynowany do diecezji Vác. Przez kilkanaście lat pracował jako wikariusz, zaś w 1985 otrzymał nominację na diecezjalnego archiwistę oraz sekretarza biskupiego. W latach 1993–1995 był tymczasowym kanclerzem, zaś w 1995 został proboszczem w Pásztó.

### Episkopat
27 maja 2006 papież Benedykt XVI mianował go biskupem pomocniczym diecezji Vác, ze stolicą tytularną Sicca Veneria. Sakry biskupiej udzielił mu 15 lipca 2006 kardynał Péter Erdő.